# Haworthia pungens
Haworthia pungens là một loài thực vật có hoa trong họ Măng tây. Loài này được M.B.Bayer mô tả khoa học đầu tiên năm 1999.
Loài này mọc ở tỉnh Eastern Cape, Nam Phi.